# Йираскув мост
Йираскув мост (чеш. Jiráskův most) — автодорожный арочный мост через Влтаву в Праге, идет с Йирасковой площади, соединяя Нове-Место со Смиховом. Назван в честь Алоиса Йираска (с 1940 по 1945 носил имя Игнаца Динценхофера).
Строительство началось в 1929 году по проекту Властислава Гофмана и Франтишка Менцла.
Мост выполнен из железобетона, опоры шириной 4,6 метра облицованы гранитом. Длина моста 310,6 метра, ширина 21 метр. Состоит из шести арочных пролетов от 45 до 51 метра. Сам мост облицован искусственным камнем и имеет бетонные перила. С обоих концов мост украшен пилонами высотой 13,5 метра, на которых находятся декоративные фонтаны и обелиски.
При строительстве моста пришлось снести барочный павильон авторства архитектора Игнаца Динценхофера. Сначала предполагалось, что павильон будет перемещен, но не нашлась страховая компания, которая бы возместила убытки в случае ошибки.
Мост был введен в эксплуатацию в два этапа. Сначала, в 1931 году, была запущена средняя часть (с трамвайной линией), потом в 1933 году, — остальная часть моста. Позднее было решено, что трамвайная линия не нужна, и рельсы были демонтированы.
Рядом с мостом на Йирасковой площади установлен памятник Алоису Ирасеку.